# Eroev

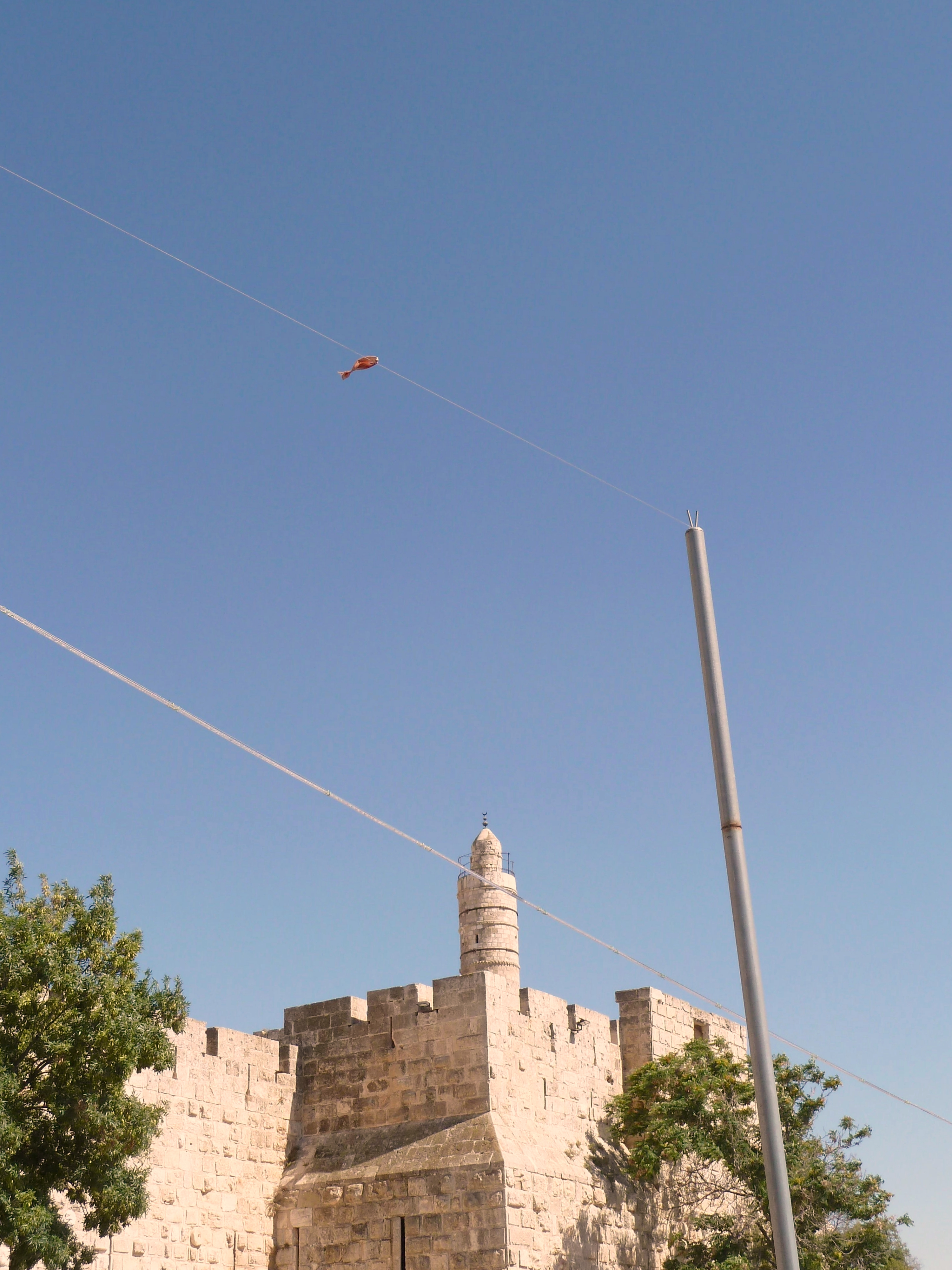
Eroev van de Edah HaChareidis in Jeruzalem, aan het begin van de snelweg

Een eroev of eeroev (Hebreeuws: עירוב) (voluit: eroev chatserot, meervoud: eruvin) is een omheining of muur rond een gebied waarbinnen tijdens de sjabbat goederen vervoerd mogen worden.
Tegenwoordig wordt de eroev symbolisch uitgevoerd. Het is een draad die op boomhoogte (ongeveer zes meter hoog) rond een bepaald gebied gespannen wordt. Vrome joden mogen op de sjabbat buitenshuis slechts een beperkt aantal passen bewegen en niets, behalve eigen kleding, dragen, ook geen kinderen dragen of met een kinderwagen lopen. De eroev creëert een symbolische omheining waarbinnen joden tóch goederen mogen vervoeren tijdens de rustdag. Ook binnen de eroev mag echter niet alles vervoerd worden, bijvoorbeeld geen schrijfwaren, omdat tijdens de sjabbat niet geschreven mag worden.
Voor orthodoxe joden is de aanwezigheid van een eroev een zeer belangrijke factor bij de keuze van een woonplaats. Gezien de praktische voordelen van een eroev, geven orthodoxe joden er de sterke voorkeur aan op een plek te wonen waar een eroev is. Omdat men zonder eroev niet met een kinderwagen kan lopen kunnen vrouwen met kleine kinderen zonder eroev de gehele sjabbat het huis niet uit. Overigens zijn er ook interpretaties van de regels waardoor men zonder eroev wel bijvoorbeeld een huissleutel en een identiteitsbewijs kan meedragen, mits in een hoed, riem of schoen, of om de nek.

## Geschiedenis
De eroev is al sinds de Sinaïsche wetgeving gebaseerd op de muren van de stad. Indien de stad of nederzetting geen muren of omheining had dan werden de muren van het woonhuis of erf automatisch de begrenzing van de eroev.
Toen de stadsmuren van veel steden werden afgebroken werd, waar geografisch mogelijk, een eroev rond een stad gecreëerd door het plaatsen van de in Amsterdam bekende sjabbatpalen.
Tegenwoordig zijn de meeste eroevin (meervoud van eroev) opgebouwd met palen. Deze palen zijn onderling verbonden met dunne metaaldraden die over de palen heen lopen; dit is de werkelijke eroev. Twee palen vormen met een er tussen gespannen draad een soort van poort (Tsoerat Ha-Petach). Aangezien er volgens de joodse wet geen begrenzing is gesteld aan het aantal poorten dat in een omheining mag zitten, kan men theoretisch een omheining bouwen die bestaat uit alleen maar poorten. Hiertoe dienen dan de palen wel onderling met elkaar verbonden te blijven middels deze draad.
De draden moeten op de palen rusten en lopen door een V-vormige haak of om een pin heen. Dit vormt dan als het ware de dorpel die rust op de twee deurposten.
Om deze reden tellen bijvoorbeeld elektriciteitsdraden en bovengrondse telefoonlijnen niet als eroev omdat deze "dorpel" daarin ontbreekt.

## Steden met een eroev

### Antwerpen

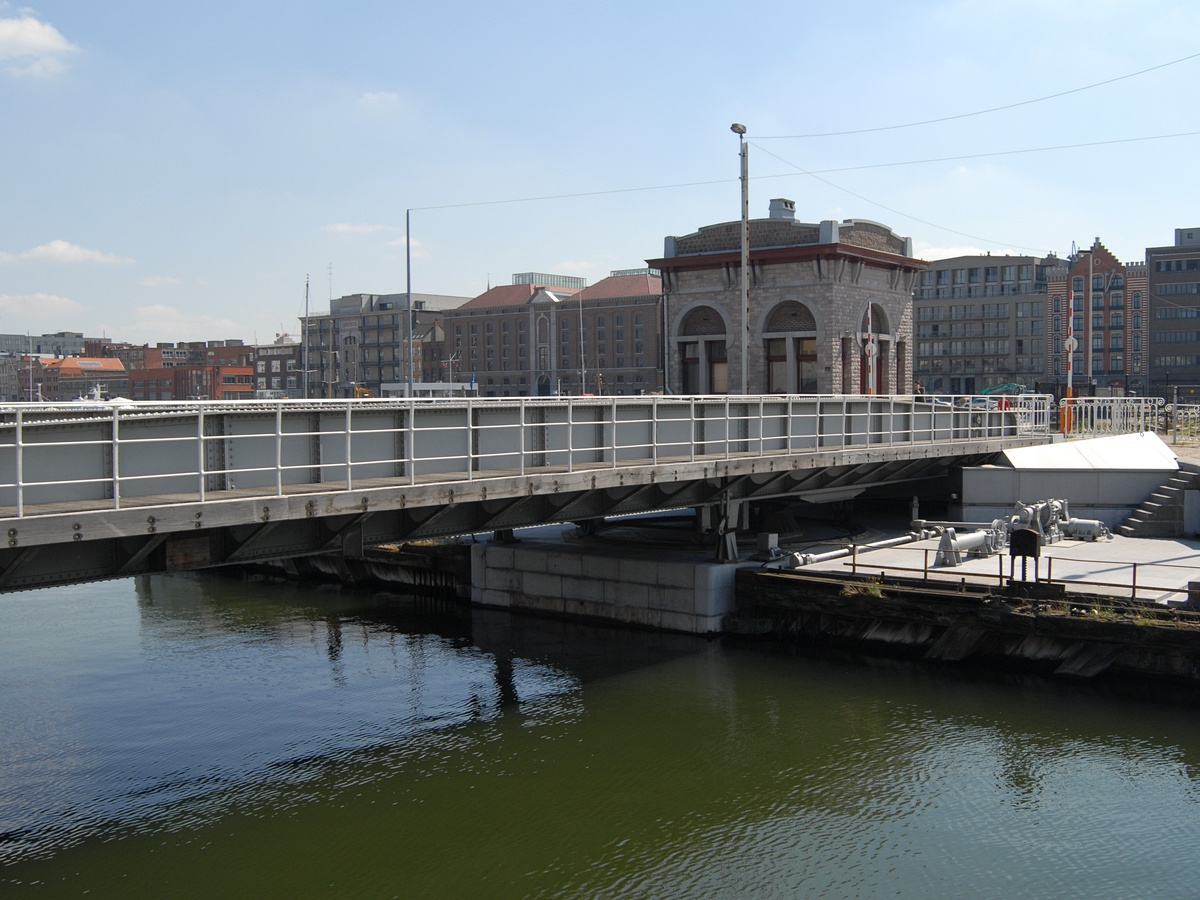
Nassaubrug met draad van de eroev.

In België is Antwerpen de enige stad met een eroev. In 1902 werd besloten om een 'heilige draad' te spannen die nu loopt langs het groene traject tussen de Singel en de Ring. De draad wordt ten zuiden van de stad tussen de Schelde en het station Antwerpen-Berchem voornamelijk gevormd door de bovenleiding van spoorlijn 59, en ten oosten van de stad tussen Berchem en het Albertkanaal door die van spoorlijn 27A. Verder vormen ten noorden en ten westen van de stad de dokken en de Schelde de grens. Hier vormt dus water de grens. Enkele ingangspoorten (bijvoorbeeld alle bruggen die tussen de Schelde en het station van Berchem over de bovenleiding van de ringspoorweg lopen), de Noorderlaanbrug, de Nassaubrug en de vroegere Bonapartesluis zijn symbolisch voorzien van een extra overspanning.

### Amsterdam

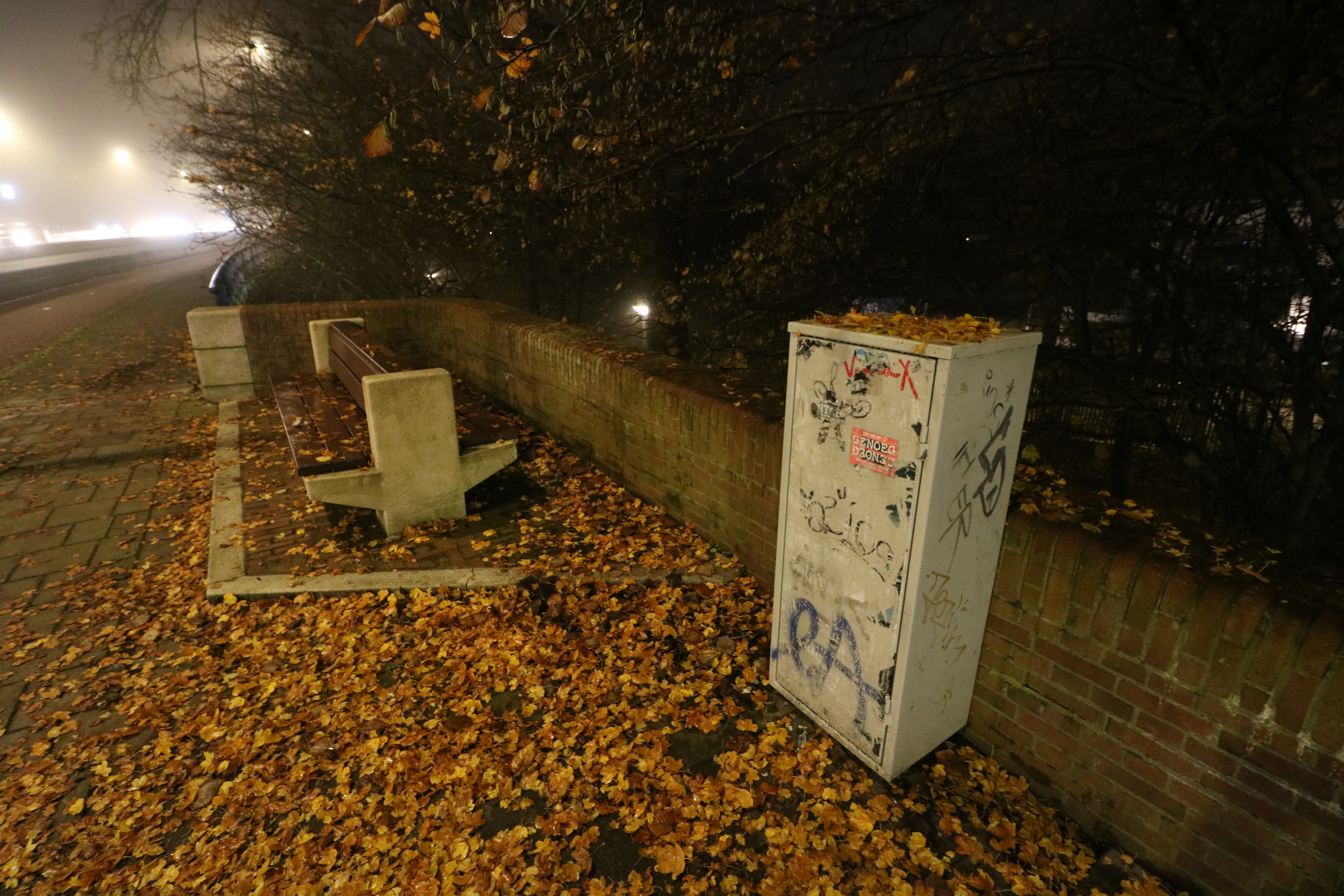
Kastje voor een sjabbatketting op de Utrechtsebrug te Amsterdam

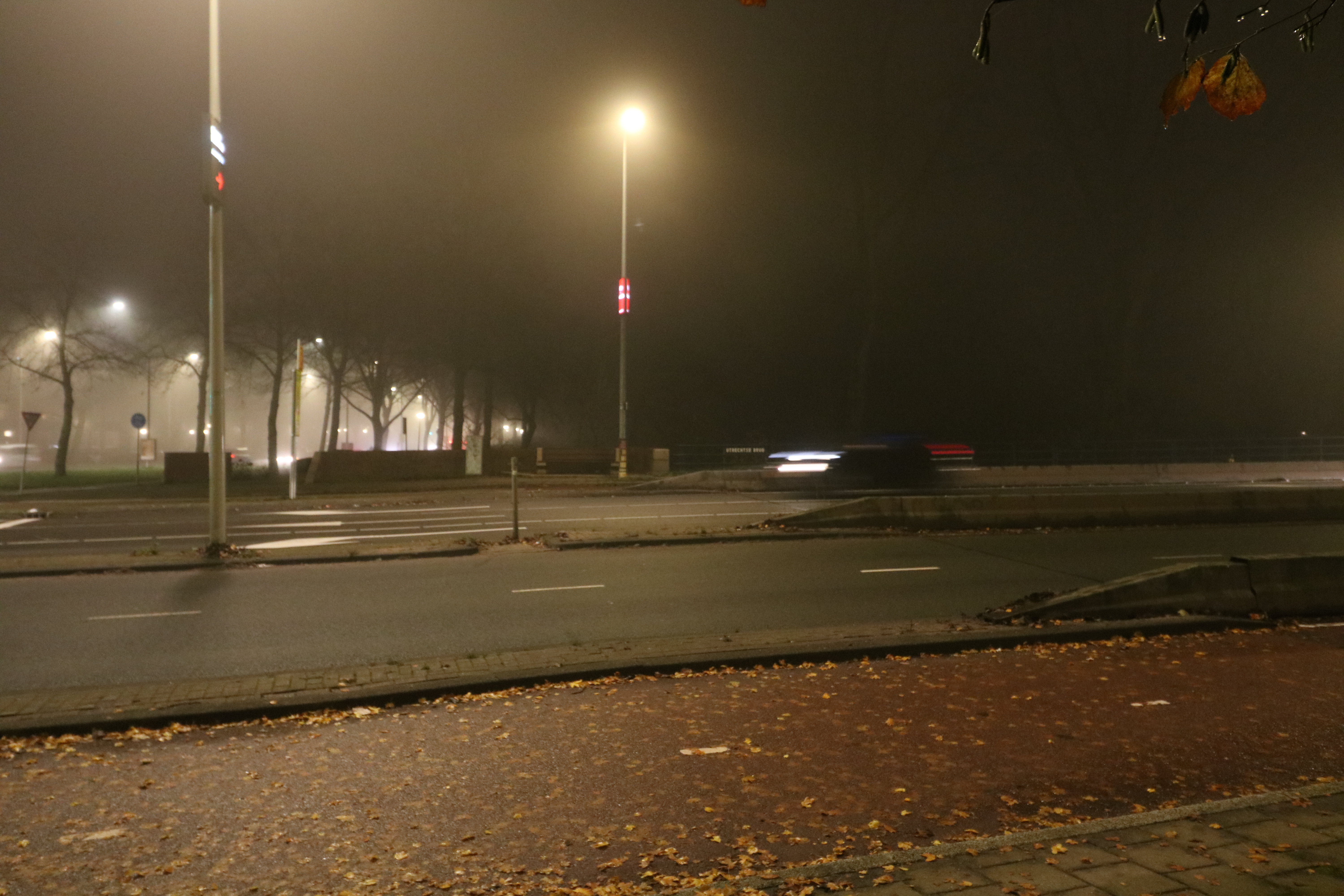
Op de middenberm een paal met haken waar de ketting aan opgeborgen kan worden. Tegen de andere brugbalustrade een tweede kastje, waar de ketting aan vastgehaakt kan worden.

Amsterdam had al een eroev toen er stadsmuren waren. Toen deze geslecht werden ging met in 1863-'64 over op het aanbrengen van sjabbatkettingen over de singelgrachtbruggen. In 1906 kwamen er sjabbatpalen (kastjes waar sjabbatkettingen in opgeborgen kunnen worden). In 1972 schafte rabbij Just de eroev van Amsterdam af. Op 6 maart 2008 wordt door de nieuwe rabbijn Ralbach de eroev weer in ere hersteld. De grens loopt langs het Amstel-Drechtkanaal tussen Uithoorn en Mijdrecht, ten noorden van Nieuwveen en langs de Drecht, voorbij Leimuiden via de Ringvaart Haarlemmermeer. De Nederlands-Israëlietische Hoofdsynagoge (NIHS) beheert de eroev, die is goedgekeurd door de rabbinale rechtbank van Amsterdam, bestaande uit rabbijn Aryeh Ralbag, rabbijn Eliezer Wolff en rabbijn Raphael Evers.
De eroev is grotendeels over water, of over bruggen die te openen zijn, wat allen als een af te sluiten gebied beschouwd wordt. Slechts enkele vaste bruggen en aquaducten vormen gaten in deze muur. Deze zijn alle voorzien van kastjes, waarin een ketting waarmee de poort af te sluiten is. 
Op 19 september 2008 was de eroev 'plat'. Bij inspectie van de eroev bleek een essentieel paaltje te zijn verdwenen. De eroev functioneerde niet meer en aldus kon er niet meer worden gedragen in het hele gebied. Omdat de Amsterdamse eroev uit meerdere delen bestaat, was er geen draagprobleem ontstaan in het gebied globaal begrensd door Kostverlorenvaart, IJ en Amstel tot aan de A10-Zuid. Daarbinnen kon men wel gewoon voortgaan met dragen. Inmiddels werkt de eroev echter weer naar behoren. De eroev wordt wekelijks gecontroleerd. Bij een defect aan een van de kettingen, of bij ijsgang, is de eroev ook 'plat'.

### In Israël
Vandaag de dag heeft elke (Joodse) stad in Israël een eroev. Dit is in de Israëlische wet bepaald. Deze stadseroev staat onder controle van het lokale staatsrabbinaat. Charedisch-joodse wijken hebben vaak ook een eigen eroev, die volgens charedische standaarden gecontroleerd en onderhouden wordt. In Jeruzalem zijn er veel plaatsen met drie eroevs: de eroev van het staatsrabbinaat, de eroev van de wijk, en de eroev van de Edah HaChareidis, die bijna geheel noordelijk/centraal Jeruzalem omhelst. Binnen dit gebied wonen vrijwel alle charedische joden in Jeruzalem.

### Overige
Andere eroevin zijn in bijvoorbeeld Londen, New York en Straatsburg. Tot de Tweede Wereldoorlog was er ook een eroev in Den Haag, Rotterdam, Den Helder en Leeuwarden en mogelijk ook in andere plaatsen.

## Controle
Elke vrijdag wordt in Israël de eroev gecontroleerd door betaalde (staatsrabbinaat) of vrijwillige (charedische) controleurs. Aan de draden van een eroev hangt vaak, zoals op de foto te zien is, een rood lint. Dit is om de wekelijkse controle die op vrijdag voor het begin van de sjabbat wordt uitgevoerd makkelijker te maken: de controleur hoeft enkel te kijken of het rode lint te zien is.

## Gebruik
Er zijn Sefardische joden die geen gebruik maken van de eroev. Zij dragen enkel in een werkelijk omheinde omgeving, waar een echte stenen muur omheen staat, en erkennen het moderne concept van een eroev die bestaat uit een metalen draad over paaltjes niet als geldig. De meeste Sefardische joden, inclusief charediem, erkennen de moderne eroev wel.

## Eroev tavsjilien
Onder eroev wordt ook een eroev tavsjilien verstaan. Een eroev tavsjilien is een manier om op een halachische feestdag (jom tov) (Pesach, Sjavoeot, Soekot, Rosj Hasjana) wanneer die op vrijdag valt toch eten te kunnen koken voor de sjabbatmaaltijden, wanneer koken volledig verboden is. Het is op een feestdag verboden om melacha te doen voor de daaropvolgende dag; dit verbod wordt met een eroev tavsjilien omzeild.
De eroev tavsjilien bestaat uit twee voedselproducten, een gekookt product en een broodproduct (bijvoorbeeld matze). Voor het gekookte product wordt vaak een ei gebruikt. Het ei en de matze worden in een keukenkastje geplaatst nadat er een korte Aramese uitspraak over gedaan is, waarmee men het tot eroev tavsjilien verklaart.
Deze procedure moet op de dag voor jom tov gedaan worden, dus op woensdag of donderdag.